# Гнарпсон
Гнарпсон (швед. Gnarpsån) — мала річка на півночі Швеції, у лені Вестерноррланд. Довжина річки становить 40 км, площа басейну  — 228,8 км². 
Площа басейну річки Гнарпсон, яку займає водна поверхня річок і озер становить 3,3 %. Більшу частину басейну річки — 85,1 % — займають ліси, території сільськогосподарського призначення займають 8,1 % площі басейну.  Найбільшими річками басейну є Гнарпсон і Гренгшеон (швед. Grängsjöån).  